# Marko Kravos
Marko Kravos (Montecalvo Irpino, 16 maggio 1943) è un poeta, scrittore e traduttore italiano naturalizzato sloveno.

## Biografia
Nato in un paese dell'Irpinia (Montecalvo Irpino) dove la sua famiglia era stata confinata dal regime fascista, ha trascorso l'infanzia a Trieste. Laureatosi in lingue e letterature slave all'Università di Lubiana, lavorò a lungo nell'imprenditoria editoriale triestina; per qualche anno fu docente di lingua e letteratura slovena alla Facoltà di lettere e filosofia dell'Università di Trieste. Nel 1996 fu eletto presidente del centro PEN sloveno.
Scrive poesia, saggistica e letteratura per l'infanzia, ma anche sceneggiati per la radio. Traduce dall'italiano, dal croato e spagnolo. Particolarmente apprezzate le sue liriche, che sono state tradotte in italiano, inglese, tedesco, francese, spagnolo, russo, serbocroato, macedone, albanese,  polacco, ceco, ungherese, greco, bulgaro, romeno, georgiano e galiziano. Il suo poema più apprezzato è Jazonova sled ("Le tracce di Giasone").

## Riconoscimenti
Il 2 giugno del 2021 è stato insignito del titolo di Cavaliere dell'Ordine al merito della Repubblica Italiana.

## Principali opere in italiano
- Tre favole: una dolce, una soffice ed una quasi azzurra, Editoriale Stampa Triestina, Trieste 1991
- Il richiamo del cuculo: poesie, Campanotto, Udine 1994
- Le tracce di Giasone: poema in cinque tempi con epilogo, Hefti, Milano 2000
- Quando la terra cresceva ancora, Consorzio culturale monfalconese - Mohorjeva družba, San Canzian d'Isonzo 2001
- Sui due piedi, En plein officina, MIlano 2001
- Il castello incantato, Falzea, Reggio Calabria 2003
- Il corno d'oro, Galeb - Novi Matajur, Cividale 2003